# Get a Grip
Get a Grip (engl. Redewendung: wörtlich „Bekomms in den Griff“ – im übertragenen Sinne „Nimm dich zusammen“) ist das elfte Studioalbum der US-amerikanischen Hard-Rock-Band Aerosmith. Es erschien im April 1993 bei Geffen Records. Sieben Singles wurden zwischen 1993 und 1994 ausgekoppelt, unter anderem die Leadsingle Livin’ on the Edge und die Balladen Cryin’ und Crazy, die im Musikfernsehen auf Heavy Rotation liefen.

## Entstehung und Stil
Bei den Aufnahmen, die Anfang 1992 in Los Angeles und im Herbst 1992 in Vancouver in Kanada stattfanden, waren als Gastmusiker unter anderem Don Henley bei der weiteren Ballade Amazing und Lenny Kravitz bei Line Up beteiligt. Beim Songwriting wirkten zahlreiche externe Autoren mit, so Desmond Child, Jim Vallance, Mark Hudson, Richie Supa, Taylor Rhodes, Jack Blades und Tommy Shaw. Das Stück Livin’ on the Edge ist als soziales Statement zu verstehen, musikalisch bewegt sich das Album zwischen bluesigem und popbeeinflusstem Hard Rock.

## Titelliste
1. Intro (Perry, Vallance, Tyler) – 0:23
2. Eat the Rich (Perry, Vallance, Tyler) – 4:09
3. Get a Grip (Perry, Vallance, Tyler) – 3:58
4. Fever (Perry, Tyler) – 4:15
5. Livin’ on the Edge (Mark Hudson, Perry, Tyler) – 6:20
6. Flesh (Desmond Child, Perry, Tyler) – 5:56
7. Walk On Down (Perry) – 3:37
8. Shut Up and Dance (Jack Blades, Perry, Tommy Shaw, Tyler) – 4:55
9. Cryin’ (Perry, Taylor Rhodes, Tyler) – 5:08
10. Gotta Love It (Hudson, Perry, Tyler) – 5:58
11. Crazy (Child, Perry, Tyler) – 5:16
12. Line Up (Lenny Kravitz, Perry, Tyler) – 4:02
13. Amazing (Richard Supa, Tyler) – 5:56
14. Boogie Man (Perry, Vallance, Tyler) – 2:16

Bonustrack der internationalen Version
1. Can’t Stop Messin (Tyler, Perry, Blades, Shaw) – 4:57 (Die weiteren Stücke rücken dadurch an Position 14 und 15.)

## Rezeption

### Preise
Das Album erhielt in Schweden den Preis Rockbjörnen für das „beste ausländische Album des Jahres“ 1993.
Die Singles Livin’ on the Edge und Crazy gewannen 1994 und 1995 auch den Grammy Award for Best Rock Performance by a Duo or Group with Vocal.

### Rezensionen
Stephen Thomas Erlewine von der Webseite Allmusic.com kritisierte, dass das Album gegenüber dem musikalisch vielfältigen Vorgänger verblasse. Es sei eine „einstudierte Performance“. Unter der Oberfläche, die meist gut klänge, sei nicht viel zu finden. Er vergab zweieinhalb von fünf Sternen. Anders sah dies Achim Karstens im Magazin Rock Hard. Er schrieb, Aerosmith hätten mit Get a Grip „nichts von ihrer Intensität und Qualität eingebüßt“. Im Gegensatz zu den Vorgängern brauche man „nur ein wenig mehr Zeit, um sich an das längst nicht so zugängliche Songmaterial zu gewöhnen“. Die Band habe das Augenmerk „auf das komplette Album“ und nicht „auf MTV-taugliche Singles“ gelegt, wobei er aber die drei Balladen als dafür geeignet beschrieb. Er vergab 9,5 von zehn Punkten.

## Kommerzieller Erfolg

### Chartplatzierungen
Get a Grip avancierte zum Nummer-eins-Album in der Schweiz sowie den US-amerikanischen Billboard 200. Darüber hinaus erreichte es Top-10-Platzierungen im Vereinigten Königreich (Rang 2), Deutschland oder auch Österreich (je Rang 3).
| ChartsChartplatzierungen       | Höchstplatzierung | Wochen |
| ------------------------------ | ----------------- | ------ |
| Deutschland (GfK)              | 3 (94 Wo.)        | 94     |
| Österreich (Ö3)                | 3 (63 Wo.)        | 63     |
| Schweiz (IFPI)                 | 1 (64 Wo.)        | 64     |
| Vereinigte Staaten (Billboard) | 1 (92 Wo.)        | 92     |
| Vereinigtes Königreich (OCC)   | 2 (46 Wo.)        | 46     |

| ChartsJahrescharts (1993) | Platzierung |
| ------------------------- | ----------- |
| Deutschland (GfK)         | 25          |
| Österreich (Ö3)           | 17          |
| Schweiz (IFPI)            | 21          |

| ChartsJahrescharts (1994) | Platzierung |
| ------------------------- | ----------- |
| Deutschland (GfK)         | 6           |
| Österreich (Ö3)           | 5           |
| Schweiz (IFPI)            | 5           |

### Auszeichnungen für Musikverkäufe
Das Album bekam weltweit 13 Mal Gold, 30 Mal Platin sowie eine Diamantene Schallplatte für über elf Millionen verkaufte Einheiten verliehen. Quellen zufolge soll es sich über 20 Millionen Mal verkauft haben, womit es nicht nur Aerosmiths meistverkaufte Veröffentlichung ist, sondern auch zu den weltweit meistverkauften Musikalben zählt. Das Album verkaufte sich laut Schallplattenauszeichnungen alleine in den Vereinigten Staaten über elf Millionen Mal.
| Land/Region                  | Auszeichnungen für Musikverkäufe (Land/Region, Auszeichnung, Verkäufe) | Verkäufe   |
| ---------------------------- | ---------------------------------------------------------------------- | ---------- |
| Argentinien (CAPIF)          | 3× Platin                                                              | 180.000    |
| Australien (ARIA)            | Gold                                                                   | 35.000     |
| Belgien (BRMA)               | Platin                                                                 | 50.000     |
| Brasilien (PMB)              | Gold (BMG Brasil) · + Gold (Universal)                                 | 200.000    |
| Chile (IFPI)                 | Platin                                                                 | 25.000     |
| Dänemark (IFPI)              | 3× Platin                                                              | 60.000     |
| Deutschland (BVMI)           | Platin                                                                 | 500.000    |
| Finnland (IFPI)              | Gold                                                                   | 33.759     |
| Frankreich (SNEP)            | Gold                                                                   | 100.000    |
| Hongkong (IFPI/HKRIA)        | Gold                                                                   | 10.000     |
| Indonesien (ASIRI)           | Gold                                                                   | 25.000     |
| Israel (IFPI)                | Gold                                                                   | 20.000     |
| Japan (RIAJ)                 | 3× Platin                                                              | 600.000    |
| Kanada (MC)                  | Diamant                                                                | 1.000.000  |
| Mexiko (AMPROFON)            | Gold                                                                   | 100.000    |
| Neuseeland (RMNZ)            | Gold                                                                   | 7.500      |
| Niederlande (NVPI)           | Platin                                                                 | 100.000    |
| Norwegen (IFPI)              | Platin                                                                 | 50.000     |
| Österreich (IFPI)            | Platin                                                                 | 50.000     |
| Philippinen (PARI)           | Platin                                                                 | 40.000     |
| Polen (ZPAV)                 | Gold                                                                   | 50.000     |
| Portugal (AFP)               | Platin                                                                 | 40.000     |
| Schweden (IFPI)              | 3× Platin                                                              | 300.000    |
| Schweiz (IFPI)               | Platin                                                                 | 50.000     |
| Spanien (Promusicae)         | Platin                                                                 | 100.000    |
| Taiwan (RIT)                 | Gold                                                                   | 25.000     |
| Thailand (TECA)              | Gold                                                                   | 25.000     |
| Vereinigte Staaten (RIAA)    | 7× Platin                                                              | 7.000.000  |
| Vereinigtes Königreich (BPI) | Platin                                                                 | 300.000    |
| Insgesamt                    | 13× Gold · 30× Platin · 1× Diamant ·                                   | 11.076.259 |

Hauptartikel: Aerosmith/Auszeichnungen für Musikverkäufe